# 田口助太郎

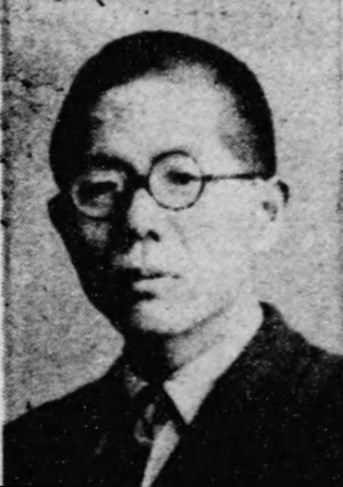
田口助太郎

田口 助太郎（たぐち すけたろう、1907年（明治40年）8月10日）- 1983年（昭和58年）12月11日）は、日本の実業家、映画プロデューサー、政治家。衆議院議員。

## 経歴
埼玉県北足立郡草加町（現:草加市）で生まれる。1932年、早稲田大学専門部法律科を卒業した。農林省馬政局属を経て、日満工業社員、大同産業取締役社長、国際映画プロダクション理事長を務めた。
1947年4月、第23回衆議院議員総選挙で埼玉県第一区から日本自由党所属で出馬して当選し、その後、民主自由党に移り衆議院議員を一期務めた。
1949年、読売映画社社長に就任。ニュース映画製作者連盟会長、教育映画製作連盟理事長、映像文化製作者連盟理事長、産経映画社社長などを務めた。
また、公式記録映画「東京オリンピック」「札幌オリンピック」「日本万国博」「沖縄海洋博」の総プロデューサーとなった。

## 著作
- 『勞働者解放への道』民生科學出版部、1947年。

編著
- 『農林省會計法規提要』新興堂書店、1939年。